# Maxime Gingras (ski acrobatique)
Pour les articles homonymes, voir Maxime Gingras.
Maxime Gingras (né le 17 décembre 1984 à Montréal, Québec) est un skieur acrobatique canadien. 

## Carrière
Il prend part aux Jeux olympiques d'hiver de 2010 où il se classe 11e en bosses. En Coupe du monde, il compte quatre podiums et une sixième place au classement général en 2010). 
En octobre 2010, il met un terme à sa carrière sportive.

## Palmarès

### Jeux olympiques d'hiver
| Épreuve / Édition | Vancouver 2010 |
| Bosses            | 11e            |

### Championnats du monde
| Épreuve / Édition   | Madonna 2007 | Inawashiro 2009 |
| Bosses              | 8e           | 5e              |
| Bosses en parallèle | 8e           | 11e             |

### Coupe du monde
- 4 podiums en coupe du monde.